# Všestary (kraj hradecki)
Všestary – gmina w Czechach, w powiecie Hradec Králové, w kraju hradeckim. Według danych z dnia 1 stycznia 2013 liczyła 1 716 mieszkańców.